# ČSD M 152.0 sorozat
A ČD 810 vagy a ŽSR 810, korábbi sorozatjelükön ČSD M 152.0, egy csehszlovák gyártmányú dízel motorkocsi sorozat. 1975 és 1982 között gyártotta a Vagónka Studénka. A motorkocsik Magyarországon Bzmot sorozatjellel futnak.

## Galéria

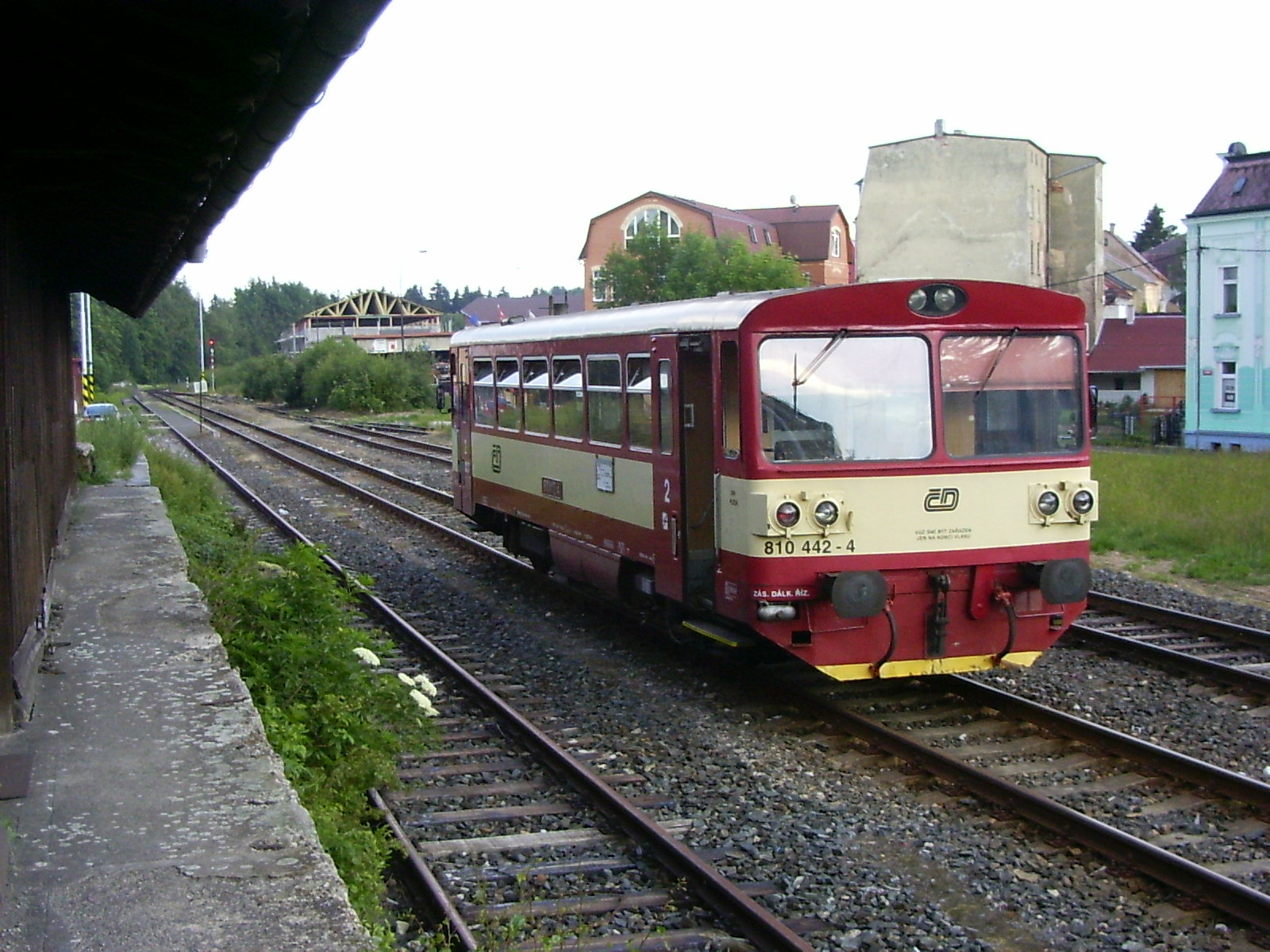
A 810 442 Aš-ban
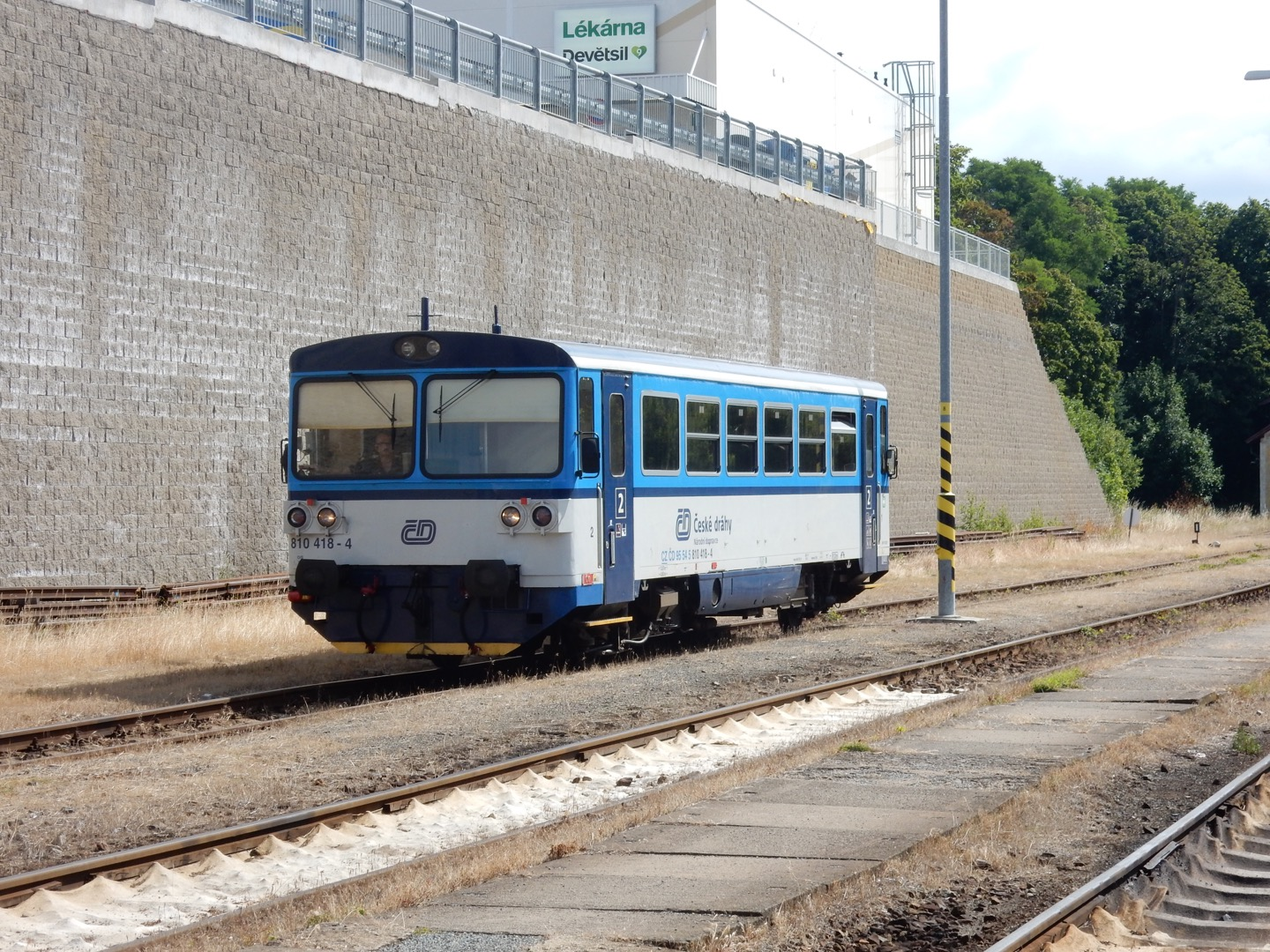
A 810 418 Tachovban
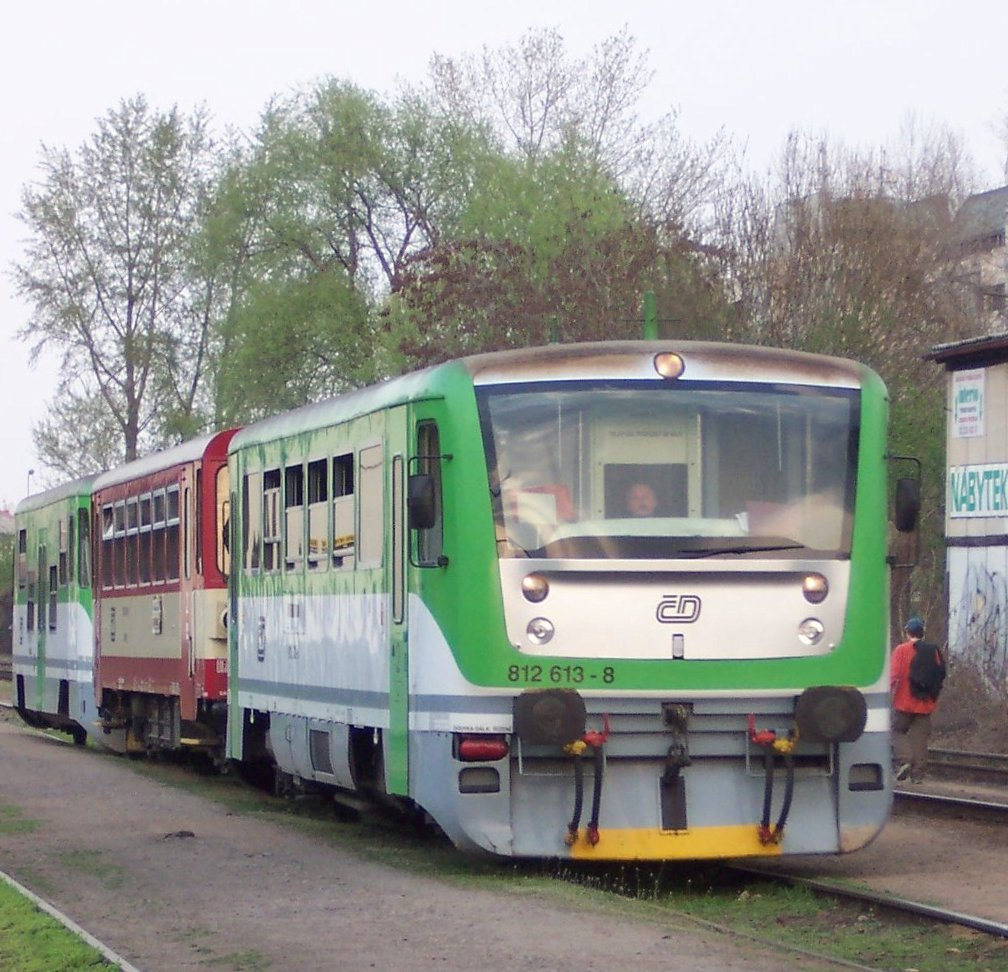
812 613, modernizált 812 motorkocsi (Esmeralda (ČD))
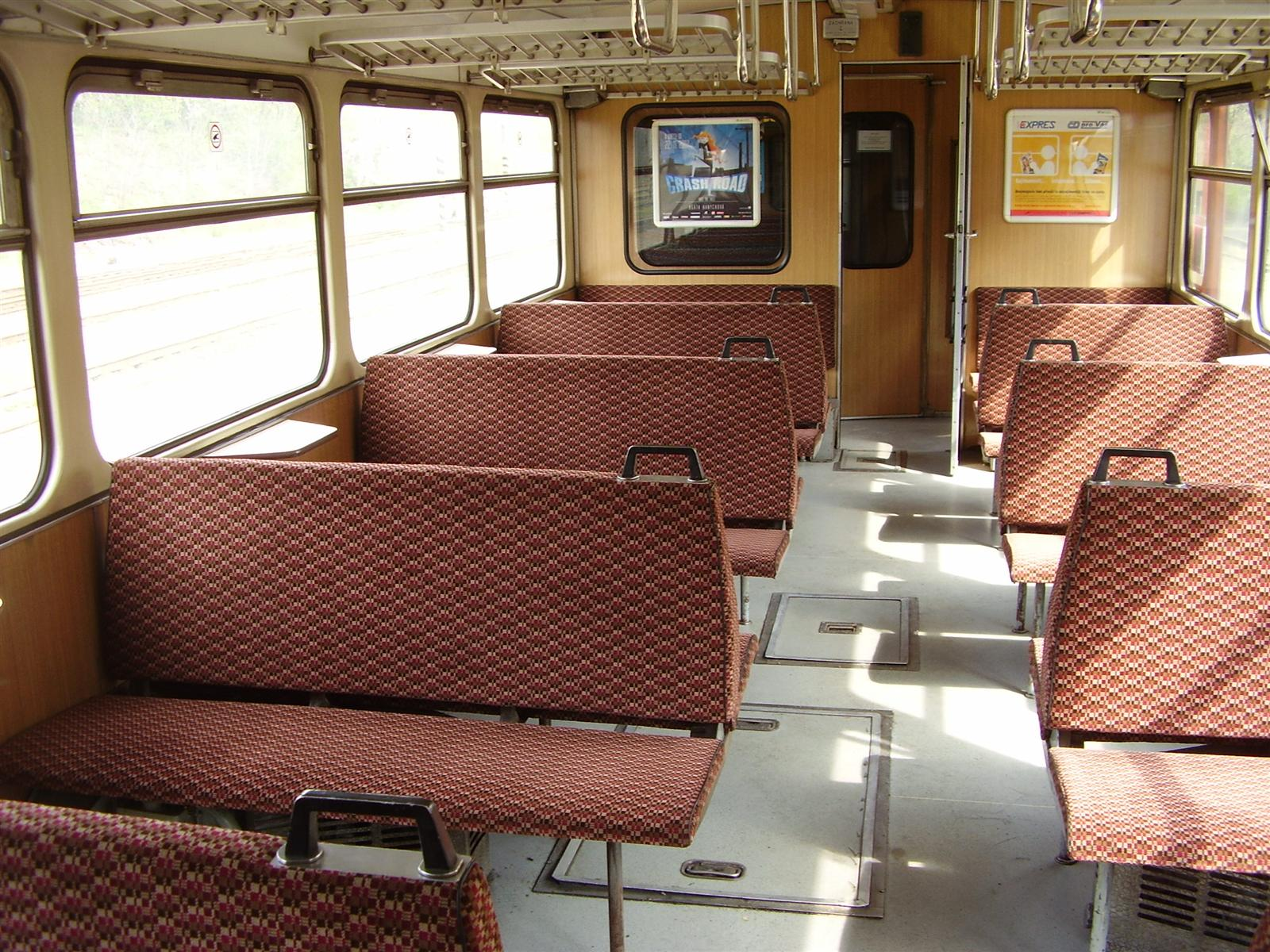
Az eredeti utastér egy 810-ben
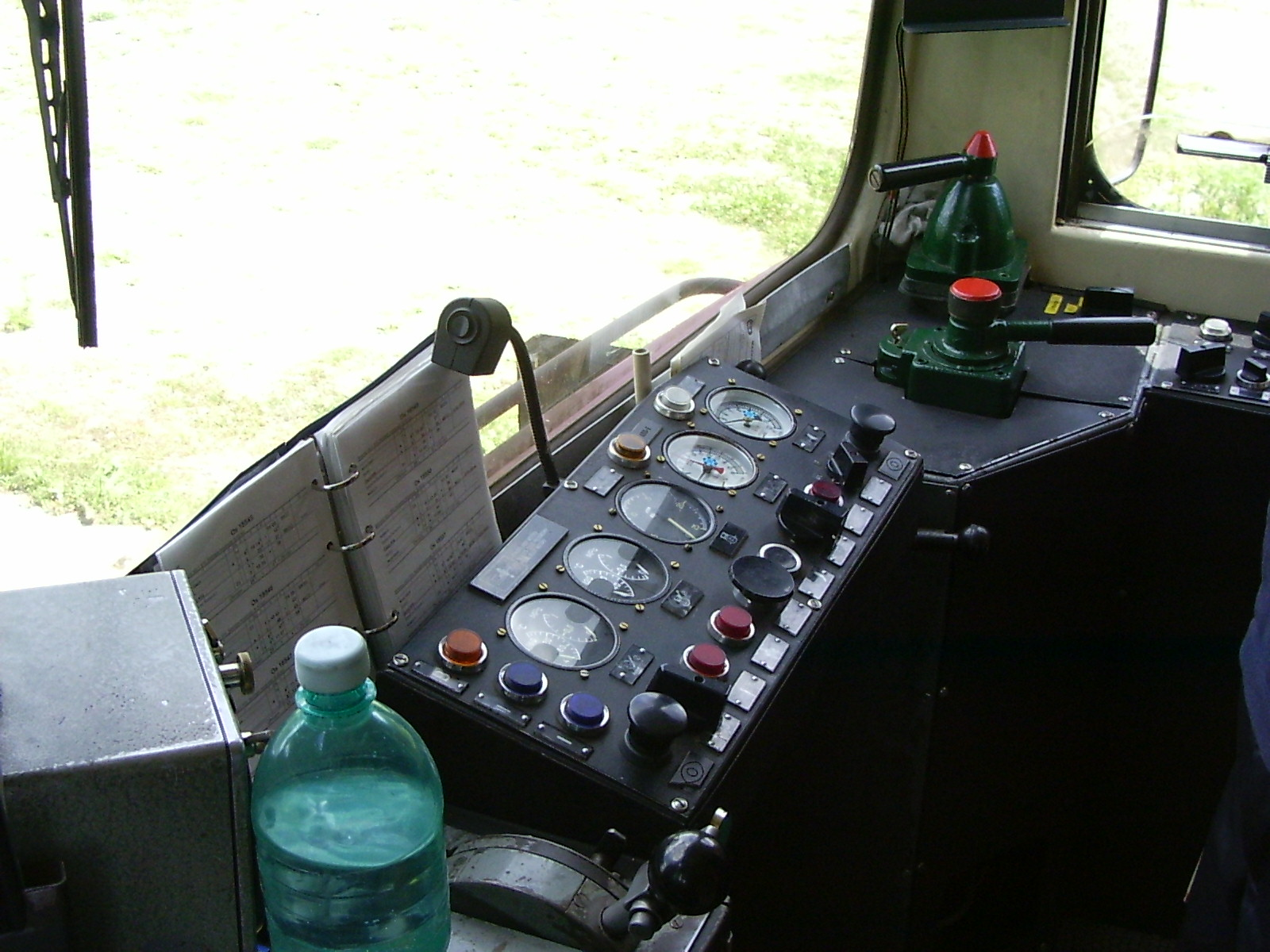
Vezetőállás